# Cido Arena
Cido Arena – wielofunkcyjna hala widowiskowo-sportowa w Poniewieżu, na Litwie. Została otwarta w 2008 roku. Jej pojemność wynosi 5 656 widzów. Wyposażona jest w 250-metrowy tor kolarski. Na co dzień swoje mecze rozgrywa na niej koszykarska drużyna Techasas Poniewież. Obiekt był jedną z aren koszykarskich Mistrzostw Europy 2011. Odbyły się na nim również Mistrzostwa Europy w kolarstwie torowym 2012.